# John Dillon

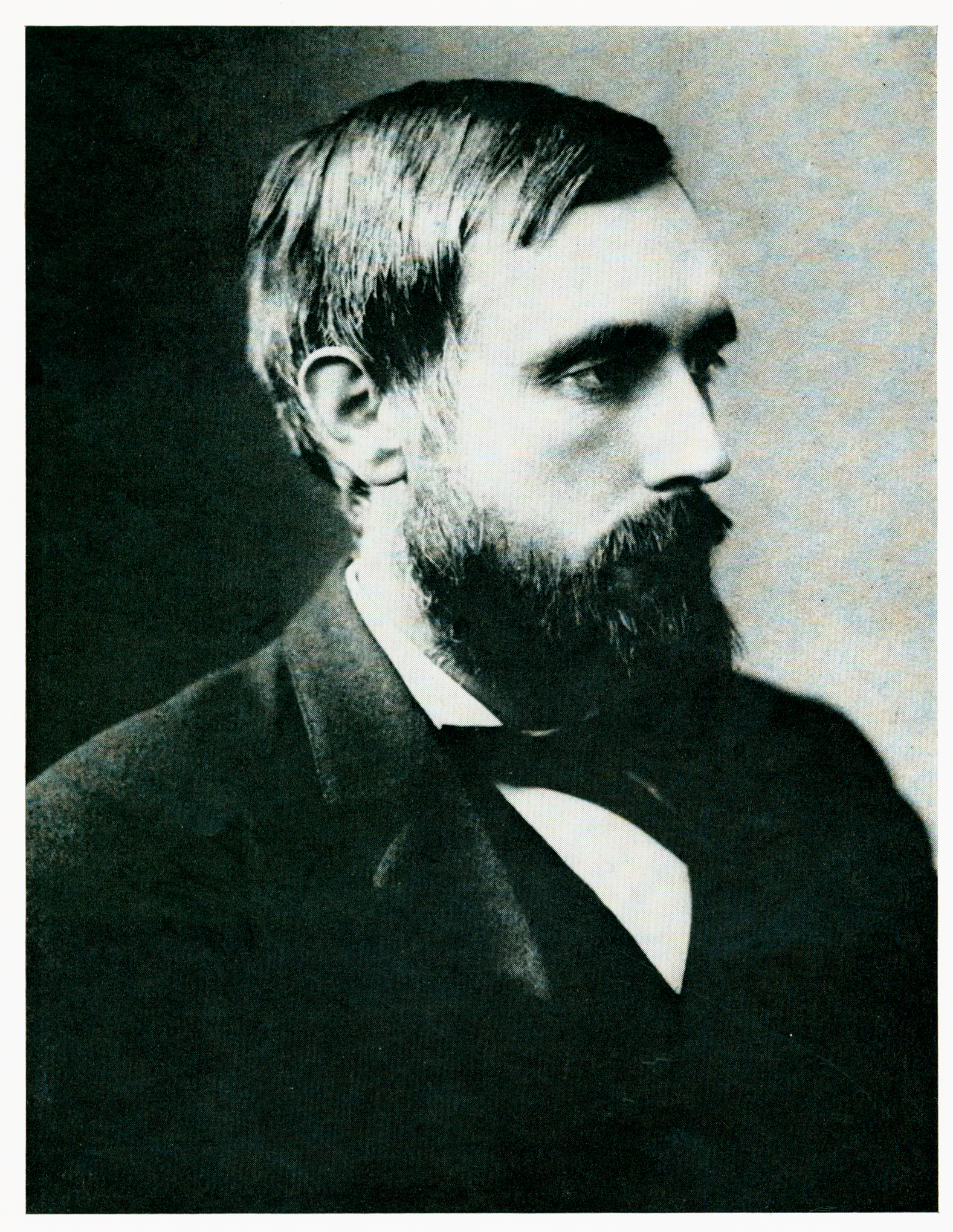
John Dillon, omkring 1900.

John Dillon, född 4 september 1851, död 4 augusti 1927, var en irländsk politiker. Han var son till John Blake Dillon.
Dillon deltog energiskt i agitation för home-rule och land-league och åtföljde Charles Stewart Parnell 1879 på hans agitationsresa i Amerika. Dillon framhöll därvid nödvändigheten av att desorganisera och förstöra det irländska polisväsendet, emedan det utgjort godsägarnas fasta stöd, ett program, som senare tillämpades av Sinn Féin. Han blev parlamentsledamot 1880, och fängslades 1881 tillsammans med övriga ledare av land-league-rörelsen, men frigavs 1882. Han lämnade parlamentet 1883 av hälsoskäl men återinträdde 1885 och spelade nu en framskjuten roll som en av irländarnas parlamentariska ledare. Vid schismen 1891 slöt han sig till Parnells motståndare och var efter Justin McCarthy ledare för antiparnelliterna 1896–98. Då splittringen upphörde 1900, måste han erkänna parnelliten John Redmond som partiets officielle ledare men anses ha varit den verkliga ledaren. Mot Sinn Féin var han hela sitt liv oförstående.